# Doepfer

Logo

Die Doepfer Musikelektronik GmbH ist ein Hersteller von elektronischen Musikinstrumenten und Zubehör aus Gräfelfing, der von Dieter Döpfer gegründet wurde. Die Produktpalette umfasst analoge, modulare Synthesizer, MIDI-Controller, MIDI-Sequenzer, MIDI-to-CV/Gate/Sync-Interfaces, MIDI-Masterkeyboards und andere MIDI-Geräte.

## Geschichte
Dieter Döpfer begann die Entwicklung von Musikhardware mit einem Voltage Controlled Phaser (VCP) für den Formant, einem analogen Selbstbausynthesizer aus der Zeitschrift Elektor (1977). Dem folgten viele modulare Synthesizer und MIDI-Hardware, auf die sich Doepfer in den 1980er Jahren konzentrierte.
1992 vertrieb die Doepfer Musikelektronik GmbH den MIDI-Analog-Sequenzer MAQ16/3, der gemeinsam mit der Band Kraftwerk entwickelt wurde. In den Anfangszeiten der Firma arbeitete sie direkt mit interessierten Musikern bei der Entwicklung der Hardware zusammen.
1996 führte Doepfer den modularen Synthesizer A-100 ein. Die Baugröße dieses Systems basiert auf Standards der Labor- und Messtechnik und wurde bald als Eurorack bekannt. Die Offenlegung wichtiger Details wie Stromversorgung, interner Verkabelung etc. ermöglichte es Drittanbietern, zum A-100 kompatible Module anzubieten, was bis heute zu einem nahezu unüberschaubaren Angebot und letztendlich zur Wiederbelebung der ursprünglich extrem teuren Modulsynthesizer geführt hat.

## Wichtigste Produkte

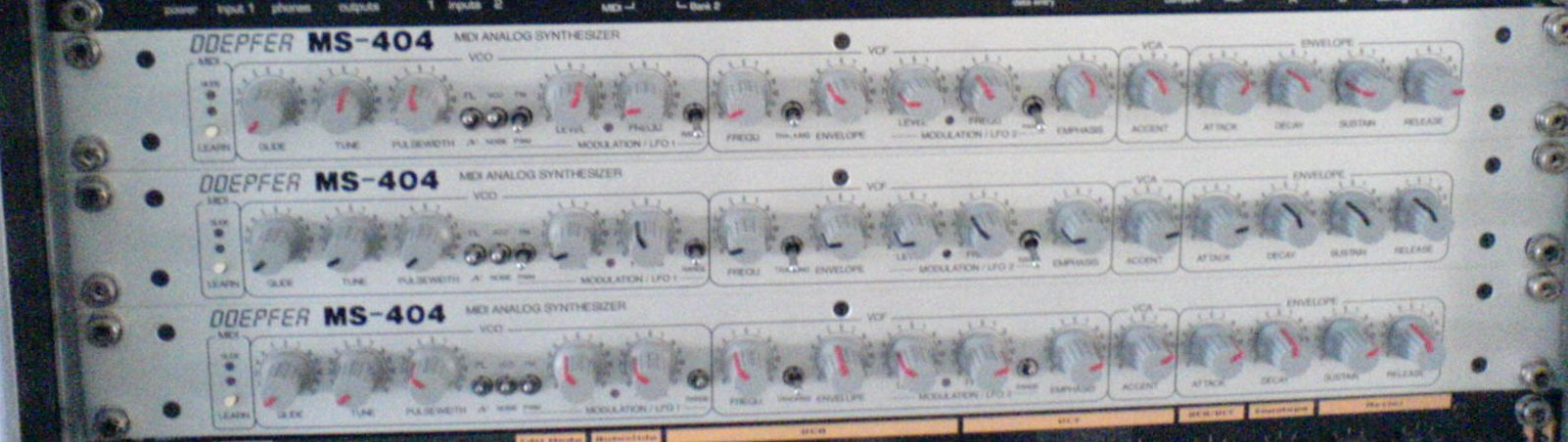
Doepfer MS-404 Synthesizer

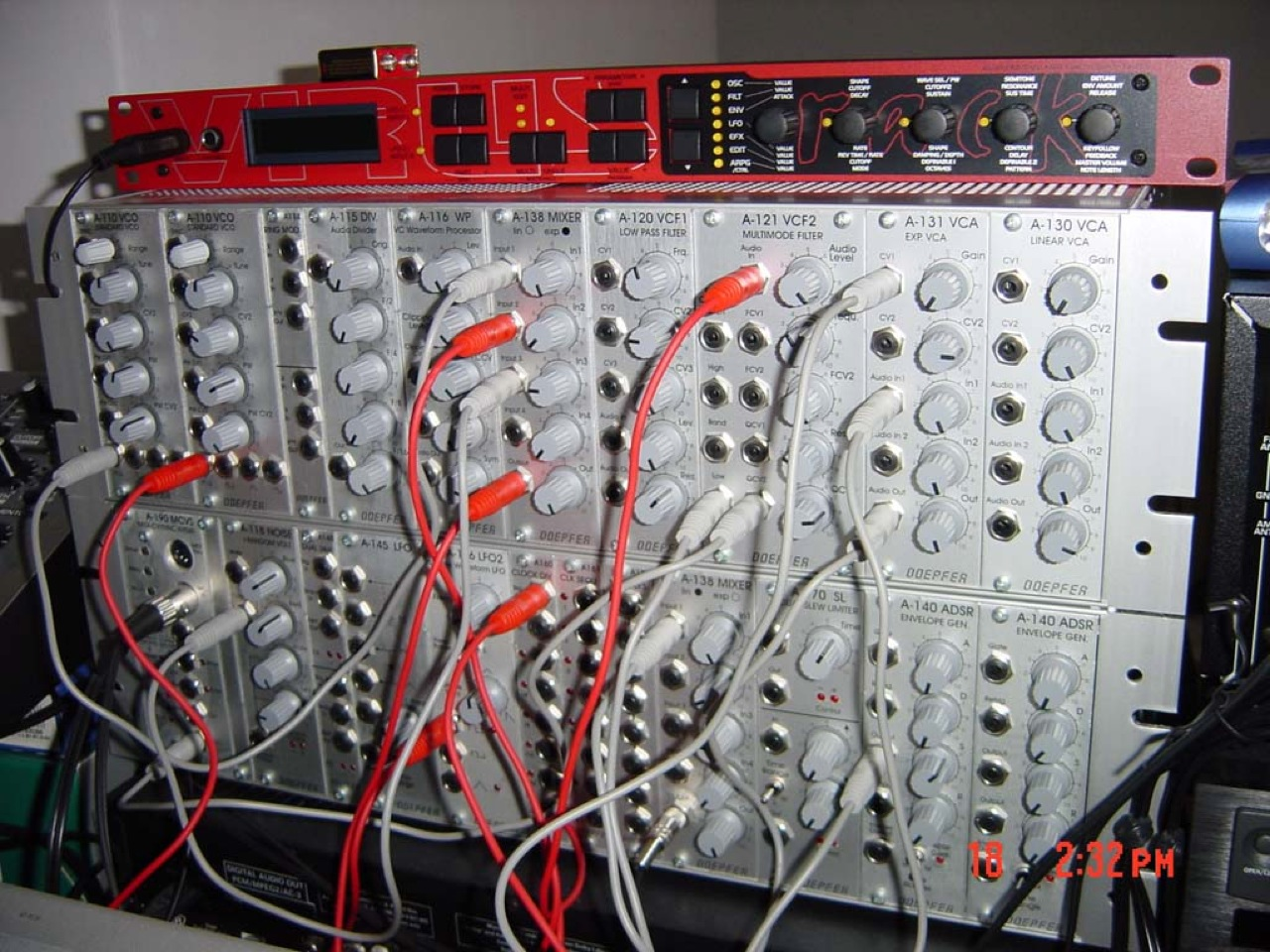
Doepfer A-100 Synthesizer

- 1979 Voltage Controlled Phaser Modul für den Formant Synthesizer
- 1980 Polyphoner modularer Synthesizer PMS (mit vierfach Modulen wie VCO, VCF …)
- 1984 Sampler (8 bit, mit Ansteuersoftware für den Commodore 64)
- 1986 MIDI-to-CV Interface MCV1
- 1989
  - einfaches MIDI Masterkeyboard LMK1
  - MIDI Keyboard MMK2 (z. B. genutzt von Kraftwerk im Song Taschenrechner)
- 1990
  - MIDI Masterkeyboard LMK3
  - MIDI Masterkeyboard LMK1V2 (Nachfolger des LMK1)
  - 16 voice MIDI Expander SX-16
  - MIDI Bass Pedal MBP1
  - Drum to MIDI Converter DMC-8
  - universelles MIDI out Interface MONA
- 1991 zweimanualiges MIDI Keyboard K2B
- 1992
  - MIDI Masterkeyboard Serie LMK1+/LMK2+/LMK4+ mit Hammermechanik
  - MIDI Analog Sequencer MAQ16/3
- 1994
  - MIDI Masterkeyboard LMK4+
  - MIDI Event Generator MEG
  - MIDI-to-SYNC Interface MSY1
- 1995
  - monophoner analoger MIDI Synthesizer MS-404
  - zweimanualiges MIDI Masterkeyboard TMK2
- 1996 Analog Modular System A-100
- 1997
  - MIDI-to-CV Interface MCV4
  - MIDI-to-SYNC Interface MSY2
  - Midi/Analog-Pattern-Sequenzer SCHALTWERK
- 1998
  - MIDI Fader Box und Pattern/analog-Sequenzer REGELWERK
  - MIDI Keyboard PK88
  - Midi-Control Box mit 64 Drehreglern Drehbank
- 1999
  - ContactToMidi Interface CTM64
  - Midi-to-CV/Gate/Sync Interface MCV24
- 2000
  - Midi Control Box mit 16 Drehreglern PocketControl
  - Midi Keyboard mit Klangerzeugung SK2000
- 2001 MIDI Control Box mit 16 Schiebereglern PocketFader
- 2002
  - Midi Control Box mit 16 Endlos-Drehgebern PocketDial
  - MidiToContact Interface MTC64
- 2004 Midi-Ribbon/Trautonium Controller R2M
- 2005
  - Universal Midi Keyboard Electronics MKE
  - Orgel Keyboard-Modul d3m
- 2006
  - Interface mit 16 Midi-gesteuerten Analogspannungen MTV16
  - Orgel Zugriegel-Controller d3c
- 2007
  - USB/MIDI-Interface mit 64 analogen oder digitalen Eingängen USB64
  - MIDI-Interface für Modulationsräder, Joystick, Breath-Controller etc. WheelElectronic
- 2008 A-100 CV/Gate Keyboard
- 2009
  - Midi-Basspedal-Elektronik MBP25 zum Bau von Basspedalen mit bis zu 33 Tasten
  - Midi/USB-Keyboard PK88
  - Midi/USB-Masterkeyboard LMK2+
- 2010
  - Midi/USB-Masterkeyboard LMK4+
  - Dark Energy – monophoner, halbmodularer, analoger Desktopsynthesizer mit Midi/CV und Midi-USB (schwarz)
  - Dark Time – CV Sequencer in der Optik des Darkenergy (schwarz)
  - DIY Platine – fertig aufgebaute Platine zum Zusammenbau eines monophonen (modularen) Analogen Synthesizers mit allen gängigen Baugruppen (VCO/VCF/VCA/LFO/ADSR)
  - USB/Midi-to-CV/Gate-Interface Dark Link
- 2011 DARK TIME Midi/USB/Analog Sequencer

## Bekannte Nutzer
- Autechre
- Daft Punk
- Der Dritte Raum
- GusGus
- John Frusciante
- Klaus Schulze
- Kraftwerk
- Nine Inch Nails
- Radiohead
- deadmau5
- Hans Zimmer